# Palazzo degli Uffici Comunali (Pavia)
Il palazzo degli Uffici Comunali è un edificio realizzato secondo i dettami del razionalismo italiano a Pavia, in Lombardia.

## Storia e descrizione
Nel 1933 l’architetto Carlo Morandotti fu incaricato dal comune di ampliare la sede comunale, ospitata dal 1872 nel settecentesco palazzo Mezzabarba. Contestualmente al potenziamento del complesso del municipio, Morandotti, nell’ambito del nuovo Piano Regolatore Generale, pensò a un riordino del tessuto viario circostante, con la creazione di una piazza a nord, destinata al parcheggio, poi non attuata. Morandotti, rispettoso cultore dei monumenti del passato, decise di non modificare le strutture murarie del palazzo settecentesco, ma, per gli uffici comunali, progettò un nuovo padiglione, addossato all’oratorio, dedicato ai santi Quirico e Giuditta, del palazzo. L’edificio, ultimato nel 1936, presenta tutti i caratteri del Razionalismo Italiano, affacciandosi sulla piazza con una facciata molto stretta e bassa, interamente rivestita in marmo e dotata di una grande portale ad architrave, che, nel mito di un glorioso passato, è ornata di stemmi e di quattro bassorilievi, opera di Giovanni Scapolla, raffiguranti episodi importanti della storia di Pavia: l’arrivo in città di Augusto, l’ingresso in città di Alboino, l'assedio del 1356 e l’entrata a Pavia di Carlo Alberto durante la prima guerra d’Indipendenza Italiana. Anche il prospetto lungo via Scopoli riprende i tratti della facciata principale ed è arricchita da stemmi della contea viscontea di Pavia. A creare un diaframma tra i contigui prospetti dell’oratorio settecentesco e del nuovo padiglione furono inserite delle lapidi commemorative. Internamente l’edificio è dotato di vasti saloni, con sportelli per il pubblico in marmo, illuminati tramite grandi lucernari. Il palazzo venne inaugurato il 3 novembre del 1936 durante la visita in città di Benito Mussolini.